# Río Baradero
Río Baradero är ett vattendrag i Argentina.   Det ligger i provinsen Buenos Aires, i den centrala delen av landet, 110 km nordväst om huvudstaden Buenos Aires.
Omgivningen kring Río Baradero består huvudsakligen av våtmarker. Området är  ganska tätbefolkat, med 80 invånare per kvadratkilometer.